# Eumelea punicearia
Eumelea punicearia är en fjärilsart som beskrevs av Jacob Hübner 1826. Eumelea punicearia ingår i släktet Eumelea och familjen mätare. Inga underarter finns listade i Catalogue of Life.